# ان‌جی‌سی ۵۱۳۵
ان‌جی‌سی ۵۱۳۵ (انگلیسی: NGC 5135) یک کهکشان مارپیچی میله‌ای است که در صورت فلکی مار باریک و در فاصله حدود ۲۰۰ میلیون سال نوری از زمین قرار دارد. این کهکشان توسط جان هرشل در ۸ مه ۱۸۳۴ کشف شد.